# Batalha das Superfícies
Batalha das Superfícies (original em inglês: The Battle of Surfaces) foi um duelo de ténis, realizado no dia 2 de maio de 2007 em Palma de Mallorca, que reuniu os dois melhores jogadores em atividade no mundo à época, Roger Federer e Rafael Nadal (números 1 e 2 do mundo, respetivamente). Como cada um tinha um domínio em uma superfície específica (Federer não perdia na grama/relva há 48 jogos, e Nadal estava invicto no saibro/terra batida há 72), decidiu-se criar uma quadra feita metade de saibro (terra batida) e metade de grama (relva).
O evento custou cerca de 1,2 milhão de euros (R$ 3,3 milhões) aos organizadores, e 19 dias para ser preparado. Este foi o primeiro duelo da história do tênis profissional em que uma partida foi realizada numa superfície mista.
Pelas regras do jogo, a cada dois games os jogadores trocavam de lado, e em toda troca de lado eles precisavam trocar de calçados, especiais para cada piso (na grama, a sola do calçado exige pequenos cravos, para não escorregar, enquanto no saibro, ela precisa ser lisa).

## O Jogo
02 de Maio de 2007
- Rafael Nadal (Rei do Saibro)  vs.  Roger Federer (Rei da Grama)

| 02 de Maio de 2007 (Quarta-feira) | Rafael Nadal (Rei do Saibro/Rei da Terra Batida) Nadal | 2 - 1             | Roger Federer (Rei da Grama/Rei da Relva) Federer | Palma Arena (quadra montada em Palma de Mallorca, na Espanha) Público: 7.200 espectadores |
| 02 de Maio de 2007 (Quarta-feira) | 7 4 7(12)                                              | Set 1 Set 2 Set 3 | 5 6 (10)                                          | Palma Arena (quadra montada em Palma de Mallorca, na Espanha) Público: 7.200 espectadores |

### Estatísticas
- Federer conseguiu um número igual de pontos em ambas superfícies (58 pontos em cada). Já Nadal fez sete pontos a menos que Federer na grama, mas doze pontos a mais no saibro. No total, ele fez 70 pontos quando estava jogando no saibro e 51 quando jogou na grama.
- Total de Pontos: Nadal (121) x Federer (116)
- Aces: Nadal (5) x Federer (8)
- Duplas-Faltas: Nadal (2) x Federer (2)
- Break-points: Nadal (3/8) x Federer (3/6)
- Match Points: Nadal (1/4) x Federer (0/2)

## Comparações entre as Superfícies
A vantagem de se jogar no saibro ficou clara já no primeiro set, quando as três quebras de saque foram conseguidas com os tenistas jogando no piso. O saibro faz com que a bola fique mais alta e mais lenta, enquanto a grama acelera o jogo e deixa a bola mais baixa depois do conta(c)to com o chão. Assim, na grama há uma desvantagem porque o atrito da bola com o solo é menor. Por isso, o jogador que defende um saque deste lado da quadra tem mais dificuldade de armar o contra-ataque. No saibro, a bola pinga no chão e sofre uma “frenagem”, facilitando a rebatida dos ataques desferidos pelo oponente do lado da grama. Segundo o ex-treinador de tênis Paulo Cleto, “É por isso que esse jogo não tem viabilidade do ponto de vista técnico”.

## Polêmica
A ex-tenista Renata Marcinkowska moveu uma ação contra a IMG e outras duas empresas de publicidade que promoveram esta partida. Segundo ela, a ideia de uma quadra com diferentes pisos é sua e até foi patenteada. Marcinkowska afirmou que, em 2004, levou o projeto para a IMG que não manifestou interesse, mas três anos depois realizou o evento. Ela recebeu a patente do "U.S. Patent and Trademark Office" em novembro de 2004. Ela explicou que teve a ideia de pisos diferentes em uma mesma quadra para ajudar os tenistas a treinar em pisos diversos. Em seu site, a ex-tenista profisisonal oferece o seu invento, denominado "Hybrid Tennis Court Surface", para "promotores ou investidores, que estão interessados nesta superfície com o propósito de exibições ou torneios, ou a donos de clubes que desejam proporcionar a seus clientes o melhor do melhor.